# Anchiphiloscia moundoua
Anchiphiloscia moundoua är en kräftdjursart som först beskrevs av Schmoelzer 1974.  Anchiphiloscia moundoua ingår i släktet Anchiphiloscia och familjen Philosciidae. Inga underarter finns listade i Catalogue of Life.